# Poggio Monterado
Il Poggio Monterado, 625 m.s.l.m., è un'altura dei monti Volsini, nel comune di Bagnoregio in Provincia di Viterbo.